# Kreis Kreuzburg O.S.

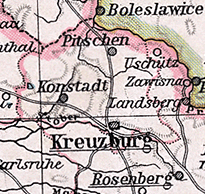
Der Kreis Kreuzburg auf einer Karte von 1905

Der Kreis Kreuzburg O.S. (frühere Schreibweise Creutzburg) war ein preußischer Landkreis in Schlesien, der von 1742 bis 1945 bestand. Seine Kreisstadt war die Stadt Kreuzburg O.S. Das frühere Kreisgebiet liegt heute in der polnischen Woiwodschaft Oppeln.

## Verwaltungsgeschichte
Nach der Eroberung des größten Teils von Schlesien führte König Friedrich II. durch Kabinettsorder am 25. November 1741 in Niederschlesien preußische Verwaltungsstrukturen ein. Dazu gehörte die Einrichtung zweier Kriegs- und Domänenkammern in Breslau und Glogau sowie deren Gliederung in Kreise und die Einsetzung von Landräten zum 1. Januar 1742.
Im Fürstentum Brieg, einem der schlesischen Teilfürstentümer, wurden aus den alten schlesischen Weichbildern Kreuzburg und Pitschen der Kreis Kreuzburg-Pitschen gebildet, dem auch der Distrikt Konstadt zugeordnet wurde, der aus dynastischer Sicht zum Fürstentum Oels gehörte. Als erster Landrat des Kreises Kreuzburg-Pitschen wurde Sylvius Adolph von Kittlitz und Ottendorf eingesetzt. Der Kreis Kreuzburg-Pitschen unterstand zunächst der Kriegs- und Domänenkammer Breslau und wurde historisch als Teil von Niederschlesien angesehen. Auf den Namensteil „Pitschen“ wurde zum Ende des 18. Jahrhunderts verzichtet. Im Zuge der Stein-Hardenbergischen Reformen wurde der Kreis Kreuzburg in der Provinz Schlesien zunächst dem Regierungsbezirk Breslau zugeordnet, dann aber am 1. Mai 1820 in den Regierungsbezirk Oppeln umgegliedert. Der Kreis galt seitdem als Teil von Oberschlesien. Das Landratsamt befand sich zwischenzeitlich in Konstadt, wurde aber am 1. Januar 1880 wieder nach Kreuzburg zurückverlegt. Da die Schreibweise des Namens der Stadt und des Kreises zwischen Creutzburg, Creuzburg und Kreuzburg schwankte, wurde am 23. September 1881 offiziell der Stadt- und Kreisname auf Kreuzburg in Oberschlesien festgesetzt. Später setzte sich endgültig die Kurzbezeichnung Kreuzburg O.S. durch.
Zum 8. November 1919 wurden die Provinz Schlesien in die Provinz Niederschlesien (Regierungsbezirke Liegnitz und Breslau) und Provinz Oberschlesien (Regierungsbezirk Oppeln) geteilt. Am 20. März 1921 entschied sich bei der Volksabstimmung in Oberschlesien über die weitere staatlich Zugehörigkeit des Kreisgebiets seine nach der Volkszählung von 1910 zu 50 Prozent polnischsprachige Bevölkerung mit 96 Prozent der abgegebenen Stimmen für Deutschland und vier Prozent für Polen. Am 30. September 1928 wurde der Gutsbezirk Neuhof aus dem Kreis Rosenberg O.S. in den Kreis Kreuzburg O.S. umgegliedert.
Ebenfalls am 30. September 1928 fand im Kreis Kreuzburg O.S. wie im übrigen Freistaat Preußen eine Gebietsreform statt, bei der alle Gutsbezirke aufgelöst und benachbarten Landgemeinden zugeteilt wurden. Am 1. April 1938 wurden die preußischen Provinzen Niederschlesien und Oberschlesien zur neuen Provinz Schlesien zusammengeschlossen. Zum 18. Januar 1941 wurde die Provinz Schlesien abermals aufgelöst. Aus den Regierungsbezirken Kattowitz und Oppeln wurde die neue Provinz Oberschlesien gebildet.
Im Zweiten Weltkrieg eroberte die Roten Armee Ende Januar 1945 das Kreisgebiet und unterstellte es im März 1945 der Verwaltung der Volksrepublik Polen. Im Kreisgebiet begann der Zuzug von Polen, die zum Teil aus den von der Sowjetunion östlich der Curzon-Linie annektierten Gebieten Polens kamen. In der Folgezeit wurde die deutsche Bevölkerung aus dem Kreisgebiet vertrieben.
Heute befindet sich das teilweise mit dem ehemaligen Kreisgebiet übereinstimmende Powiat Kluczborski in der Woiwodschaft Opole.

## Einwohnerentwicklung
| Jahr | Einwohner | Quelle |
| ---- | --------- | ------ |
| 1795 | 23.132    | [ 11 ] |
| 1819 | 20.625    | [ 12 ] |
| 1846 | 38.118    | [ 13 ] |
| 1871 | 42.043    | [ 14 ] |
| 1885 | 43.826    | [ 15 ] |
| 1900 | 48.243    | [ 16 ] |
| 1910 | 51.906    | [ 16 ] |
| 1925 | 53.197    | [ 17 ] |
| 1939 | 50.301    | [ 17 ] |

## Landräte
1742–177100Sylvius Adolph von Kittlitz und Ottendorf
1771–180000Adolf Sylvius von Ohlen und Adlerscron
1800–181500Ernst Gottlieb von Taubadel
1815–181800von Randau
1818–182600Ludwig von Taubadel (1786–1826)
1826–000000von Wissel
1825–184500von Bethusy
1845–185800August von Monts
1858–000000von Koppy
18800000000von Monts
1880–188700Eduard Georg von Bethusy-Huc (1829–1893)
1887–189800Otto von Watzdorf
1898–191200Ferdinand von Damnitz (1858–1916)
1912–193300Friedrich von Baerensprung
1933–193400Erich Heidtmann (* 1880)
1934–000000Herbert von Oelffen

## Kommunalverfassung
Der Kreis Kreuzburg O.S. gliederte sich in die Städte Konstadt, Kreuzburg O.S. und Pitschen, in Landgemeinden und in Gutsbezirke. Mit Einführung des preußischen Gemeindeverfassungsgesetzes vom 15. Dezember 1933 sowie der Deutschen Gemeindeordnung vom 30. Januar 1935 wurde zum 1. April 1935 das Führerprinzip auf Gemeindeebene durchgesetzt. Eine neue Kreisverfassung wurde nicht mehr geschaffen; es galt weiterhin die Kreisordnung für die Provinzen Ost- und Westpreußen, Brandenburg, Pommern, Schlesien und Sachsen vom 19. März 1881.

## Gemeinden
Der Kreis Kreuzburg O.S. umfasste zuletzt drei Städte und 63 Landgemeinden:
| - Albrechtsthal - Alteichen - Angersdorf - Auenfelde - Bankau - Baumgarten - Berthelschütz - Bienendorf - Birkdorf - Birkenfeld - Bischdorf - Brune - Buddenbrock - Bürgsdorf - Freivorwerk - Goslau - Gottersdorf | - Grenzfelde - Groß Blumenau - Groß Deutschen - Jakobsdorf - Jeroltschütz - Kiefernhain - Kirchlinden - Klein Blumenau - Klein Deutschen - Klein Margsdorf - Kochelsdorf - Konstadt, Stadt - Konstadt-Ellguth - Kornfelde - Kostau - Kreuzburg O.S., Stadt - Kuhnau | - Ludwigsdorf - Margsdorf - Matzdorf - Nassadel - Neudorf - Nieder Ellguth - Nieder Kunzendorf - Nieder Schmardt - Niederweiden - Ober Ellguth - Ober Kunzendorf - Ober Schmardt - Oberweiden - Omechau - Pitschen, Stadt - Prittwitz-Steinberg - Reinersdorf | - Rosen - Röstfelde - Sarnau - Schloß Ellguth - Schönfeld - Schönwald - Simmenau - Skalung - Stobertal - Ullrichsdorf - Waldungen - Wesendorf - Wilmsdorf - Wundschütz - Wüttendorf |

Die Landgemeinden Nieder Rosen und Ober Rosen wurden am 1. Januar 1907 zur Landgemeinde Rosen zusammengeschlossen.

## Ortsnamen
1935/36 wurden im Kreis Kreuzburg O.S. mehrere Gemeinden umbenannt:
- Alt Tschapel → Stobertal
- Borek → Waldungen
- Bresinke → Birkdorf
- Brinitze → Kiefernhain
- Deutsch Würbitz → Niederweiden O.S.
- Frei Tschapel → Freivorwerk
- Golkowitz → Alteichen
- Jaschkowitz → Auenfelde
- Lowkowitz → Bienendorf
- Polanowitz → Kornfelde
- Polnisch Würbitz → Würbitz → Oberweiden O. S.
- Proschlitz → Angersdorf
- Roschkowitz → Röstfelde
- Schiroslawitz → Grenzfelde
- Woislawitz → Kirchlinden

## Persönlichkeiten
- Andreas von Aulock (1893–1968), in Kochelsdorf geborener Offizier
- Hubertus von Aulock (1891–1979), in Kochelsdorf geborener Generalmajor
- Gustav Freytag (1816–1895), in Kreuzburg geborener Schriftsteller
- Victor Kaluza (1896–1974), in Lowkowitz geborener Lehrer sowie Jugend- und Sachbuchautor
- Heinz Piontek (1925–2003), in Kreuzburg geborener Schriftsteller